# 亚历山大·马克西莫维奇·马卡罗夫
亚历山大·马克西莫维奇·马卡罗夫（羅馬化：Aleksandr Maksimovich Makarov；1906年9月12日—1999年10月9日）是苏联火箭科学家，1961年至1986年担任南方机械制造厂厂长。他也于1962年至1989年间担任第六届至第十一届苏联最高苏维埃联盟院第聂伯罗彼得罗夫斯克州代表。